# Charles Carroll de Carrollton
Charles Carroll, cuyo nombre entero era Charles Carroll de Carollton, nació el 19 de septiembre de 1737, y murió el 14 de noviembre de 1832, fue delegado al Congreso Continental y más tarde senador de Maryland. Fue el único firmante Católico de la Declaración de la Independencia de los Estados Unidos, y el que vivió más tiempo.

## Biografía
Charles Carroll de Carrollton nació el 19 de septiembre de 1737 en Annapolis (Maryland), hijo de Charles Carroll de Annapolis (1702 - 1781) y Elizabeth Carroll (de soltera Elizabeth Brooke) (1709 - 1761). Habría ido a la escuela preparatoria de los Jesuitas en Bohemia (Condado de Cecil), pero el dato no es confirmado por documentos de la época. Es probable que asistiese antes de ser enviado a Europa, donde se matriculó en el Colegio de San Omer en Francia antes de graduarse de la Universidad Louis-le-Grand en 1755. Continuó sus estudios en Europa y estudió leyes en Londres antes de regresar a Annapolis en 1765.
Su padre le dio la mansión Carrollton, de donde viene el título de Charles Carroll de Carrolton.

## Firma de la Declaración de Independencia
Charles se convirtió en un partidario de la independencia de Maryland. En 1772, se unió a un debate epistolar a través de cartas anónimas en las que defiende el derecho de las colonias para fijar sus propios impuestos. Como católico, en virtud de la Ley de la homogeneidad y la Ley de prueba, le está prohibido votar, participar en la política y la ley la práctica.
Es de conocimiento común que la Primera Enmienda de la Constitución, que garantiza la libertad religiosa, fue escrito por sus compañeros, gracias al apoyo financiero de la revolución y darse cuenta de la injusticia de la privación de sus derechos civiles, por su fe católica. Además, la escritura en la Gaceta de Maryland bajo el seudónimo de "el ciudadano en primer lugar", se convirtió en un destacado crítico de la causa católica, se oponen al gobernador, que aumentó las tasas que deben pagarse a los representantes del poder público y clero protestante. Carroll también participó en diversos comités de la correspondencia.
Desde 1774 hasta 1776, Carroll se convirtió en un miembro de la Convención de Annapolis. Con Benjamín Franklin, Samuel Chase y su primo John Carroll, que es responsable de obtener la ayuda de Canadá en febrero de 1774 en la lucha por la independencia. En 1775, se convirtió en miembro del Comité de Seguridad en Annapolis. A principios de 1776, todavía no es miembro del Congreso, éste le pidió participar en una nueva misión a Canadá. Si Maryland decide apoyar la revolución abierta, que fue elegido para el Congreso Continental el 4 de julio de 1776, donde sirvió hasta 1778. Demasiado tarde para votar por ella, pero aún firme la Declaración de la Independencia. El 4 de julio de 1826, tras la muerte en la misma fecha de Thomas Jefferson y de John Adams el mismo día en que se cumplían cincuenta años del acontecimiento, se convierte en el último firmante con vida de la Declaración de la Independencia.
- Datos: Q466009
- Multimedia: Charles Carroll of Carrollton / Q466009